# Oecusse
Oecusse (tiếng Tetum: Oe-Kusi, cũng được gọi là Oecussi, Ocussi, Oekussi, Oekusi, Okusi, Oé-Cusse, trước đây là Oecussi-Ambeno) là một Tỉnh của Đông Timor. Tỉnh nằm tách khỏi phần còn lại của Đông Timor và về mặt địa lý thuộc về miền tây của đảo Timor, tách biệt với Đông Timor qua Tây Timor, là một phần của tỉnh Đông Nusa Tenggara thuộc Indonesia, và bao quanh Oecusse tất cả mọi hướng ngoại trừ phía bắc, nơi quận giáp với biển Savu. Thủ phủ của quận là Pante Macassar, cũng được gọi là Ocussi Town, trước đây, trong thời Timor thuộc Bồ Đào Nha là Vila Taveiro.

## Địa lý
Quận có diện tích 815 km vuông.

## Lịch sử
Oecusse và Ambeno là tên gọi của hai vương quốc trước đây, trong đó Ambeno đã tồn tại từ trước thời thuộc địa.
Oecusse là nơi đầu tiên trên đảo Timor mà Đế quốc Bồ Đào Nha thiết lập thuộc địa, và vì thế thường được coi là nơi bắt nguồn của Đông Timor. Năm 1556, một nhóm thấy tu dòng Đô-mi-ních bắt đầu công việc truyền đạo ở vùng bờ biển phía bắc của Timor. Năm 1641 họ đã đến làng Lifau, 5 km về phía tây so với Pante Macassar hiện nay, tại đây họ đã làm lễ rửa tội cho gia đình hoàng gia vương quốc Ambeno. Một điểm định cư cố định của người Bồ Đào Nha xuất hiện vào thập kỷ 1650 do những người nhập cư từ Larantuka trên đảo Flores. Người lai Âu-Á tại Lifau trở thành Topasses. Sau năm 1664 họ được các sĩ quan thuộc các gia đình Hornay và Da Costa cai quản, và hiện diện trên khắp Timor. Năm 1702, Lifau trở thành thủ phủ của thuộc địa vì là nơi đầu tiên nhận được chỉ đạo từ Lisbon. Các thời kỳ sau thường xuyên xảy ra xung đột giữa chính quyền và các nhóm Topasses có tư tưởng độc lập, họ có thành trì tại Tulicão ở phía tây của Lifau, và Animata trong vùng nội địa. Dưới sự lãnh đạo của Gaspar da Costa họ tấn công bốt quân sự của Hà Lan tại Kupang ivào nămn 1749 nhưng đã bị thua trận, và sau đó họ chuyển nơi ẩn náu đến Pante Macassar (Oecusse) vào năm 1759 dưới sức ép của quân đội Hà Lan. Thủ phủ của thuộc địa phái chuyển từ Lifau tới Dili năm 1769, bởi các vụ tấn công thường xuyên của lãnh đạo Topass Francisco Hornay III. Hầu hết Tây Timor rơ vào tay Đế quốc Hà Lan, thế lực vốn đã xâm chiếm cả Indonesia ngày nay. Lãnh đạo Âu-Á của Oecusse đã lên cương vị là vua Timor, và các thành viên của các hoàng tộc Hornay và Da Costa Liurai (vua) lên trị vì cho đến thời hiện đại. Họ kết hôn với những người trung thành Ambeno. Vào thập kỷ 1780 có một sự hòa giải được giàn xếp giữa họ và chính quyền tại Dili, và từ đó họ ủng hộ chính quyền Bồ Đào Nha.
Năm 1859, với Hiệp ước Lisbon, trong đó Bồ Đào Nha và Hà Lan chia đôi hòn đảo. Tây Timor trở thành thuộc địa của Hà Lan, với trị sở đặt tại Kupang, và Đông Timor trở thành thuộc địa của Bồ Đào Nha, trị sở đặt tại Dili. Điều này khiến Oecusse là một lãnh thổ bị tách rời và bị các lãnh thổ của Hà Lan bao quanh. Năm 1912 Liurai của Ambeno, João da Cruz, phát động khởi nghĩa chống lại Bồ Đào Nha. Cuộc khởi nghĩa bị dập tắt và vương quốc Ambeno bị diệt vong. Liurai của Oecusse trở nên chiếm ưu thế trên toàn bộ Oecusse. Biên giới trên bộ cuối cùng được hoàn thiện tại La Hay năm 1916.
Indonesia chiếm lãnh thổ vào ngày 29 tháng 11 năm 1975, một tuần trước khi phần còn lại của Đông Timor bị Indonesia xâm lược. Tuy nhiên, dưới quyền kiểm soát của Indonesia, Oecusse vẫn là một phần của tỉnh Đông Timor như trước. Giống như phần còn lại của đất nước, các vụ đụng độ quân sự đã diễn ra cho đến khi tổ chức cuộc trưng cầu dân ý vào năm 1999. Trên 90 cơ sở hạ tầng trong quận đã bị phá hủy. Oecusse trở thành một phần của Đông Timor độc lập vào ngày 20 tháng 5 năm 2002.

## Hành chính

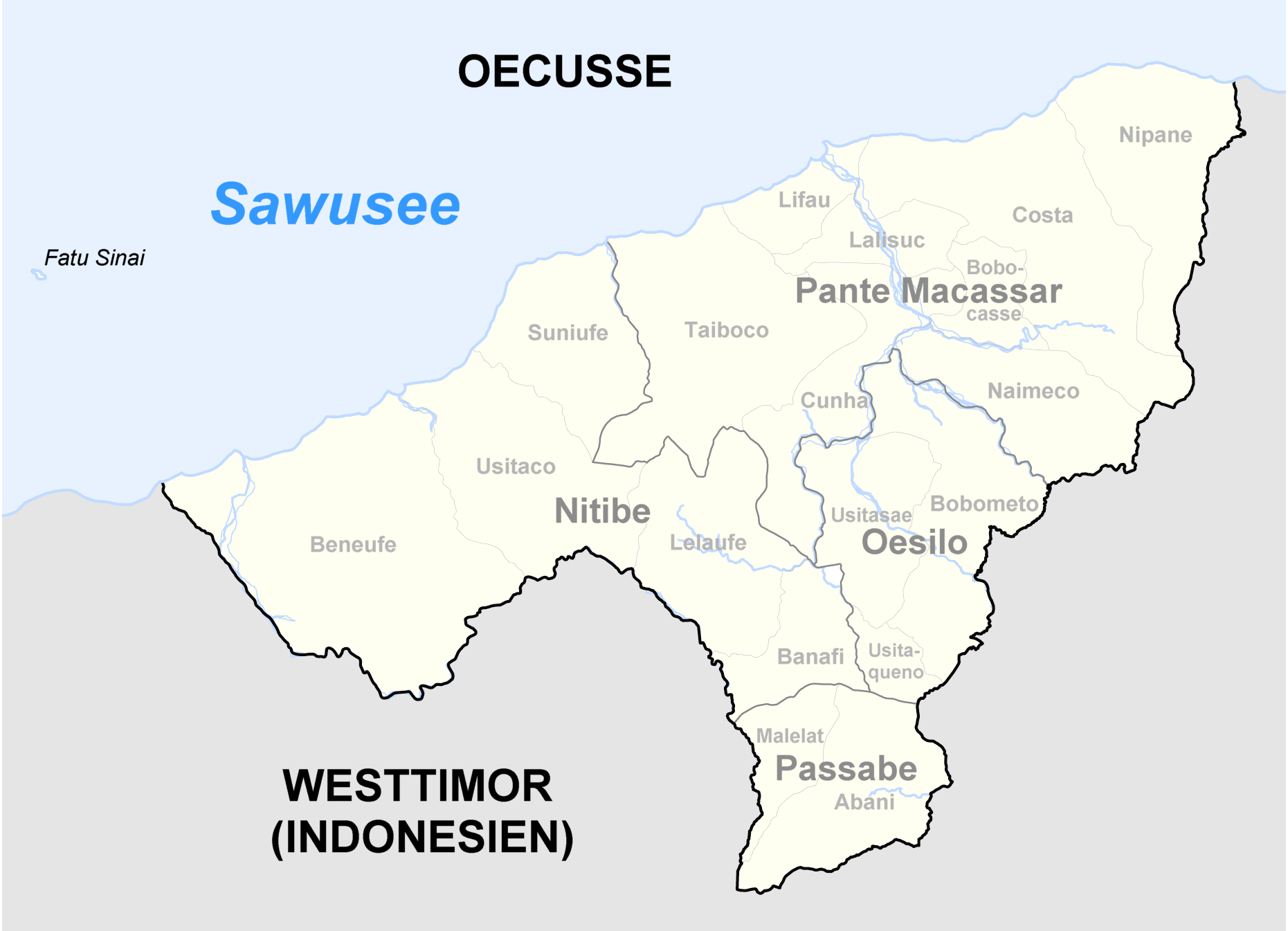
Hành chính Oecusse

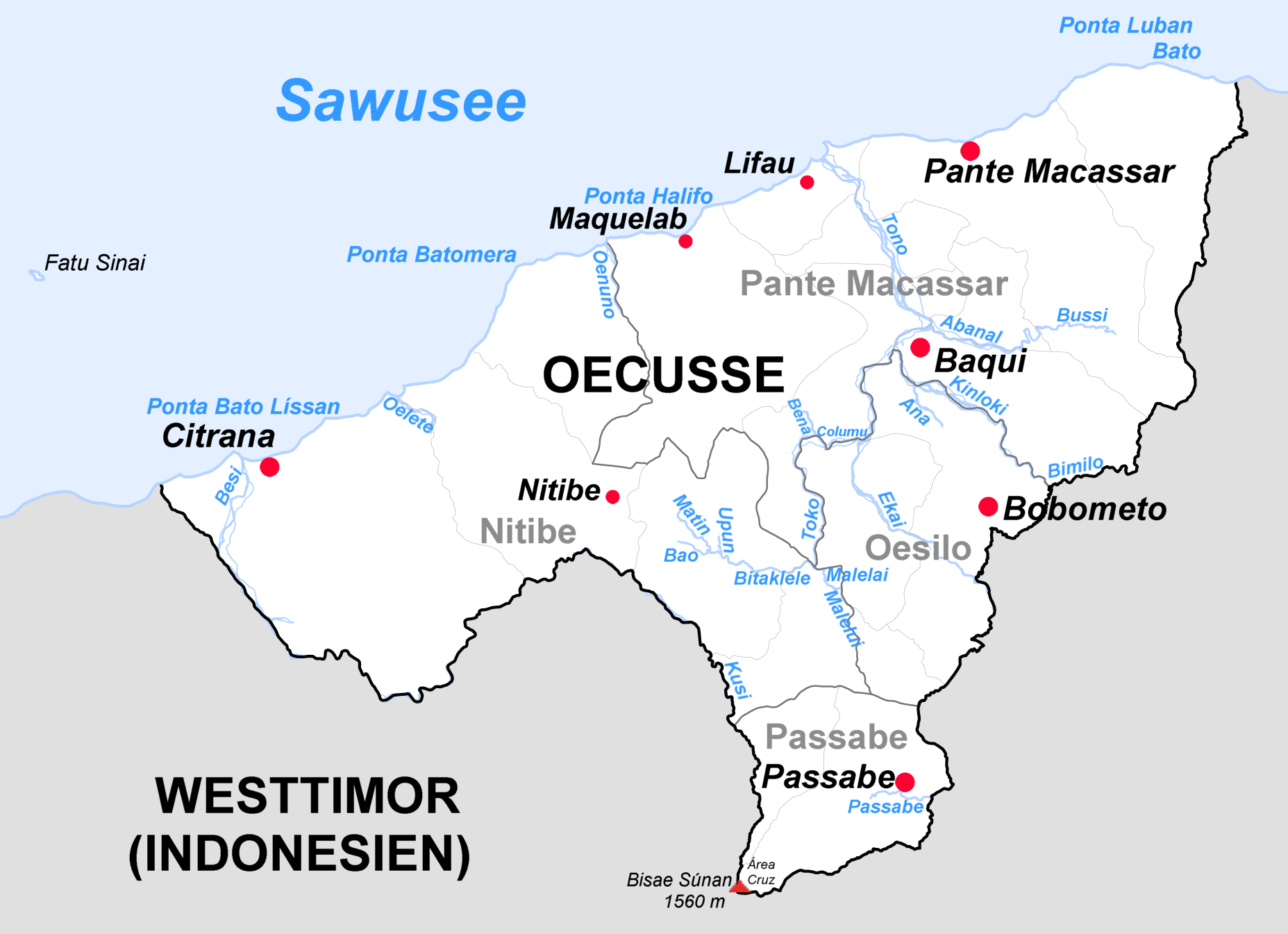
Các đô thị và sông suối tại Oecusse

Oecusse được chia thành 4 xã:
- Nitibe
- Oesilo
- Pante Macassar (thủ phủ)
- Passabe

## Nhân khẩu
Quận có dân số là 58.521 người, thuộc 13.016 hộ theo điều tra năm 2004). Atoni, một trong nhiều nhóm dân tộc bản địa có số dân là 20.000 người, phần lớn hơn dân tộc này sống tịa các vùng lân cận của Tây Timor. Ngoài hai ngpoon ngữ chính thức là Tetum và tiếng Bồ Đào Nha, Tiếng Indonesia được sử dụng rộng rãi và là ngôn ngữ chính của khu vực. Người Atoni nói tiếng Baikeno, một ngôn ngữ thuộc ngữ hệ Nam Đảo. Hầu hết cư dân trong quận là tín đồ Công giáo La Mã.

## Giao thông
Một bến phà kết nối lãnh thổ này với thủ đô Dili với hai chuyến một tuần và kéo dài 12 tiếng. Ngoài ra Sân bay Oecusse cũng tồn tại.